# Herbertus ceylanicus
Herbertus ceylanicus là một loài rêu tản trong họ Herbertaceae. Loài này được (Stephani) Abeyw. miêu tả khoa học lần đầu tiên năm 1959.